# Home Sweet Home (1973)
Home Sweet Home is een film van Benoît Lamy die werd uitgebracht in 1973.
De protagonisten van deze film zijn bejaarde mensen die in een Brussels tehuis verblijven waar het dagelijkse leven gedicteerd wordt door militaristische regels en waar ze behandeld worden met neerbuigendheid, en er zelfs vernederd worden als ongehoorzame kinderen. 
Claire, een mooie en harde verpleegster, is een jonge vrouw die in een woon- en zorgcentrum werkt. Ze staat erg onder de invloed van haar tirannieke directrice. Ze durft niet te zeggen wat ze denkt, ze beperkt zich tot het toepassen van de regels. Misschien omdat ze geremd is. Stilaan, dankzij de maatschappelijk werker Jacques, verandert Claire van mening en begint ze te beseffen dat oude mensen het recht hebben om vrij te leven en onafhankelijk te zijn in dat bejaardentehuis. Wanneer Jacques wordt ontslagen komen de bejaarden in opstand.
De muziek is van Wannes Van de Velde met o.a. het lied 'Ik wil deze nacht in de straten verdwalen'.

## Rolverdeling
| Acteur           | Personage                                             |
| ---------------- | ----------------------------------------------------- |
| Claude Jade      | Claire, de verpleegster                               |
| Jacques Perrin   | Jacques, de maatschappelijk werker                    |
| Ann Petersen     | de directrice van het woon- en zorgcentrum            |
| Marcel Josz      | Jules, de dwarskop                                    |
| Elise Mertens    | Anna                                                  |
| Jane Meuris      | Flore                                                 |
| Bertha Appelmans | Marguerite                                            |
| Jacques Lippe    | de politiecommissaris en de minnaar van de directrice |